# عبدالله جاسبی
عبدالله جعفر علی جاسبی (زاده ۱۳۲۳، محله سرپولک تهران)، سیاستمدار میانه‌رو (با گرایش اصولگرایی) و ارائه دهنده پیشنهاد تشکیل دانشگاه آزاد اسلامی و رئیس این دانشگاه از ابتدای تأسیس آن در سال ۱۳۶۱ تا دی ۱۳۹۰ بود و در حال حاضر عضو هیئت مؤسس و هیئت امنای دانشگاه آزاد اسلامی است. وی همچنین استاد بازنشسته دانشگاه علم و صنعت ایران، عضو سابق شورای عالی انقلاب فرهنگی و کاندیدای دوره‌های ششم و هشتم ریاست جمهوری بوده‌است.
جاسبی در سال ۱۳۹۴ یک سازمان مردم نهاد به نام بنیاد آفرینش اُنس که در زمینه گسترش و تعاملات صاحب‌نظران و اندیشمندان دارای نقد سازنده و هماهنگ‌سازی و افزایش نقش و تأثیر سمن‌ها، تشکل‌ها، انجمن‌ها و نهادهای علمی ـپژوهشی کشور فعال است، راه اندازی نمود و در حال حاضر رئیس هیئت امنا و مدیرعامل این بنیاد می‌باشد.

## زندگی
عبدالله جعفر علی جاسبی در چهارم آذر ماه ۱۳۲۳ در محله سرپولک در شهر تهران متولد شد. او در سن ۷ سالگی به مدرسه اعتضاد واقع در سرچنبک نزدیک امامزاده یحیی رفت. دوره متوسطه ۶ ساله خود را در هنرستان تهران گذراند و پس از گرفتن دیپلم، دوره کارشناسی خود را در هنرسرای فنی (دانشگاه علم و صنعت کنونی) در رشته مهندسی صنایع چوب و تزئینات داخلی ساختمان به پایان رساند و با گرفتن مدرک کارشناسی و احراز رتبه نخست موفق به دریافت نشان و مدال درجه اول فرهنگ گردید. در سال ۱۳۴۵ پس از فراغت از تحصیل در دانشگاه علم و صنعت مشغول تدریس شد و در سال ۴۶ برای گذران دوره نظام وظیفه از طرح ۱۳ هفته‌ای اعضای هیئت علمی دانشگاهی استفاده کرد و ۱۳ هفته تابستان طرح خود را در پادگان فرح آباد تهران گذراند.
همزمان با تحصیلات متوسطه و دانشگاه، عصرها در مدرسه مهدیه، جامع المقدمات و علوم دینی را می‌آموخت و در همان مدرسه نیز به تدریس علوم روز و روش تدریس برای مدرسان آنجا پرداخت که جزوات روش تدریس او پس از پیروزی انقلاب اسلامی، به صورت کتابی به نام روش تدریس و فن کلاس‌داری توسط وزارت آموزش و پرورش به چاپ رسید.
او در سال ۱۳۵۱ ازدواج نمود که ثمره آن ۵ فرزند، ۳ پسر و ۲ دختر می‌باشد. در سال ۱۳۵۱ برای ادامه تحصیلات وارد دانشگاه آستون در انگلستان شد. ابتدا مدرک کارشناسی ارشد خود را در رشته مدیریت صنعتی و سپس مدرک دکترای تخصصی خود را در رشته مدیریت تولید و تکنولوژی از دانشگاه آستون دریافت نمود و در آغاز پیروزی انقلاب  ۵۷ به ایران بازگشت.
جاسبی از دوره متوسطه گروهی مذهبی-انقلابی از همکلاسی‌های خود ایجاد کرد و با مسافرت به قم برای دیدار خمینی فعالیتهای سیاسی خود را آغاز کرد. در این مقطع زمانی فعالیت‌های او و دوستان با توزیع اعلامیه‌های آیت‌الله خمینی و شرکت در مجالس و محافل مذهبی و مخالفت با رژیم پهلوی و شرکت در راهپیمایی پس و روز ۱۵ خرداد همراه بود. پس از زخمی شدن برادرش در ۱۵ خرداد در اندیشه گسترش فعالیت‌های مذهبی افتاد. در سال ۱۳۴۶ با کمک نامجو، دکتر عباسپور، و چند تن دیگر اقدام به گشایش تشکیلات مخفی برای مبارزه با حکومت کردند که اقارب پرست، کلاهدوز و آیت نیز از اعضای آن تشکیلات بودند. این تشکیلات قبل از پیروزی انقلاب ۱۳۵۷ با نفوذ در نیروهای مسلح و ارگان‌های کشور در خط روح‌الله خمینی حرکت می‌کرد. جاسبی تا قبل از پیروزی انقلاب اسلامی در دانشگاه علم و صنعت ایران به تشویق دانشجویان به انجام فرائض دینی و اسلامی پرداخت که منجر به اخراج او و یکی از همکارانش از این دانشگاه و انتقال به تکنولوژی ونک گردید. 
در خارج از ایران نیز با تشکیل انجمن اسلامی در شهر بیرمنگام، هدایت و رهبری نیروهای اسلامی را به عهده داشت و رابط بین تشکیلات زیرزمینی خود با فعالیت‌های خارج از کشور بود.
برای همکاری با سایر گروه‌های مبارز و تأمین هزینه‌های مبارزه، همراه با برخی از دوستان در شرکت سهامی قائمیان عضویت پیدا کرده و سهامدار شد و همین امر مقدمه آشنایی او با برخی از اعضای هیئت موتلفه اسلامی از جمله اسلامی، بهشتی، هرندی (برادر شهید هرندی) شاهچراغی و شفیق و سایرین شد.
پس از بازگشت به ایران، مسئولیت‌های گوناگونی در نهادهای جمهوری اسلامی و تشکل‌های سیاسی به عهده گرفت.
او دو دوره به عضویت شورای اجرایی بین‌المللی دانشگاه‌ها (با پیشینه بیش از ۵۰ سال) برگزیده شد که دوره دوم آن تا سال ۱۳۸۷ ادامه داشت. او چند دوره متوالی به عضویت شورای اجرایی اتحادیه دانشگاه‌های جهان برگزیده شد و دو دوره متوالی ریاست شورای اجرایی اتحادیه دانشگاه‌های جهان اسلام را عهده‌دار شده‌است که تا سال ۱۳۸۶ ادامه داشت. وی هم‌اکنون ریاست دفتر مطالعات و تدوین تاریخ دانشگاه آزاد اسلامی را بر عهده دارد.

## پیشینه تحصیلی
1. کارشناسی، صنایع چوب و تزئینات داخلی، دانشگاه علم و صنعت ایران، ایران
2. کارشناسی ارشد مدیریت صنعتی، دانشگاه آستون بیرمنگام (مدرسه کسب‌وکار آستون) ، انگلستان
3. دکترای مدیریت تولید و فناوری، دانشگاه آستون بیرمنگام، انگلستان

## انتقادها
دوران مدیریت طولانی مدت وی در دانشگاه آزاد و سوالاتی که پیرامون این دانشگاه ایجاد کرد و وی را در معرض اتهاماتی قرار داده‌است. علیرضا زاکانی رئیس هیئت تحقیق و تفحص مجلس از دانشگاه می‌گوید:
دکتر جاسبی در چهل و پنجمین اجلاس شورای مرکزی دانشگاه آزاد اسلامی در اردیبهشت ماه سال ۸۱ گفته‌است: این همه به نمایندگان سرویس می‌دهیم، متقابلاً ما باید از حمایت نمایندگان برخوردار باشیم، این‌طور نباشد که جاده یک طرفه باشد و ما سرویس بدهیم اما از آن طرف ما چیزی نخواهیم.

احمد توکلی دیگر نماینده مجلس نیز گفت که جاسبی طرفدارانی در مجلس دارد و تحقیق و تفحص از این دانشگاه به زحمت تصویب شد.
علی عزتی یکی دیگر از نمایندگان مجلس هشتم نیز در پاسخ به انتقادات مطرح شده نسبت به دانشگاه آزاد گفت:هیچ‌کس نمی‌تواند خللی در روند روبه رشد دانشگاه آزاد اسلامی وارد نماید و این دانشگاه برای همیشه پایدار خواهد ماند.
از بزرگترین و جدی ترین انتقادهایی که به شخص عبدالله جاسبی از سوی بدنه چند ده هزار نفری دانشگاه آزاد اسلامی وارد است، بی توجهی او به منابع انسانی بوده است! عبدالله جاسبی و مدیران ارشد ایشان به امور رفاهی و مواردی بسیار جدی چون مسکن کارکنان و اعضای هیأت علمی خود عملا بی تفاوت بود؛ در بین کادر قدیم واحد تهران مرکزی، از بزرگترین واحد‌های دانشگاهی کشور این گفته مشهور بوده که روزی رئیس وقت واحد، آقای مهندس نصیر شکرریز، گفته بود که اگر واحد استاد ندارد، یک نیسان وانت آبی به میدان انقلاب ببرند و یک بار نیسان استاد به واحد بیاورند! متاسفانه در طول تقریبا ۳۰ سال مدیریت ایشان، چنین نگاه تلخی به منابع انسانی دانشگاه که امروزه یا بازنشسته شده و یا در شرف بازنشستگی هستند و با انواع و اقسام مشکلات اعم از بیماری و ... دست و پنجه نرم می کنند، وجود داشته است!

## ماجرای زمین‌های واحد علوم و تحقیقات
مهدی هادوی از قضات و وکلای دادگستری که بعد از انقلاب اولین «دادستان کل انقلاب»، «رئیس دادگاه عالی انتظامی قضات» و «عضو شورای نگهبان» شد، پس از تأسیس دانشگاه آزاد اسلامی و در زمان مدیریت عبدالله جاسبی ۲ میلیون مترمربع از املاک موروثی خود را به این دانشگاه هبه کرد که این موضوع بعدها محل اختلافی بین دانشگاه آزاد و او گردید.
موضوع زمین دانشگاه آزاد واحد علوم و تحقیقات در طول این سال‌ها به کرات مورد بررسی قرار گرفته‌است. مهدی هادوی، بخشی از زمین دانشگاه علوم و تحقیقات را برای ساخت دانشگاه هبه می‌کند اما بخش کوچکی از زمین را برای خانوادهٔ خود نگاه می‌دارد، اما به گفتهٔ خود هادوی و فرزندان او ، دانشگاه آزاد شروع به تجاوز به زمین متعلق به خانوادهٔ هادوی می‌کند و در نهایت با اعمال زور بخش زیادی از زمین را تصاحب می‌کند.
محمدامین هادوی، فرزند مهدی هادوی می‌گوید که آیت الله هاشمی و محسن هاشمی هردو در مقاطعی تصمیم‌ها و اقداماتی برای بازگرداند زمین به فرزندان مهدی هادوی داشته‌اند اما عملکرد آقای جاسبی، رئیس وقت دانشگاه مغایر با این تصمیمات بوده‌است.
این موضوعی است که توسط عباس سلیمی نمین رد می‌شود، او که در اوایل دههٔ هشتاد در ارتباط با پروندهٔ زمین‌های مهدی هادوی چندین مقاله نوشت و مستندی از شرح ماجرا تهیه کرد می‌گوید که «آیت الله هاشمی اصلاً تخلفات را نپذیرفت که زیر بار اقدامی برود.» وی در مصاحبه‌های مفصلی به شرح جزئیات این زمین خواری پرداخته‌است.
در سال ۱۳۸۴ نیز فیلم مستندی توسط «انجمن اسلامی دانشجویان مستقل» در این خصوص توزیع شد که در آن تصاویری از رفتار خشونت‌آمیز عوامل دانشگاه آزاد با فرزندان و نوه‌های مهدی هادوی به تصویر کشیده شده‌است.
جزئیات غصب زمین‌های مهدی هادوی نخستین دادستان پس از انقلاب ۱۳۵۷ توسط دانشگاه آزاد در گزارش مفصلی به دادگاه ارائه شده که در آن به رفتارهای غیرقانونی دانشگاه آزاد از جمله خاک ریزی و تجاوز به زمین، رها کردن لاستیک‌های شعله‌ور به سمت زمین آقای هادوی، ضرب و شتم خانواده وی، از بین بردن باغ و هزاران اصله درخت آن و حلقه‌های چاه موجود در باغ و … اشاره شده‌است.
البته ذکر این نکته بسیار مهم هست که تاکنون ده ها بار موارد مربوط به موضوع مطرح شده توسط آقای هادوی در دادگاهای محختلف بررسی شده و ایشان در هیچ یک از آنها نتوانسته است جرم زمین خواری را به اثبات برساند و در تمام این دادگاه ها حکم به نفع دانشگاه آزاد اسلامی صادر شده است و همچنین این زمینها در حال حاضر در تملک هیچ شخص حقیقی نمیباشد و متعلق به دانشگاه آزاد اسلامی میباشد.

## ماجرای فروش سوالات کنکور توسط فرزند او
عباس پالیزدار عضو هیئت تحقیق و تفحص مجلس هفتم و مسئول رسیدگی به پرونده‌های فساد دولتی در مصاحبه با پایگاه خبر تحلیلی دیده‌بان ایران در پاسخ به این پرسش که عبدالله جاسبی از شما به عنوان «نسل دوم منافقین» و «اراذل و اوباش سیاسی» نام برده بود، چنین گفت:
بله، .... پسر آقای جاسبی در سال‌های متعدد، سوالات کنکور را می‌فروخت. فرزند ایشان در آن قصه پرونده داشت. قطعا خود ایشان هم پشت قضیه بوده که اتفاق افتاده است. برای آموزشگاه‌ها و مراکزی که این همکاری شده بود، در هر شهری پرونده قضایی ایجاد شد و پس از آن همه پرونده‌ها در تهران متمرکز شد. آقای سعید مرتضوی هم قضیه را ماست مالی کرد و رفت. بعد از آن آقای جاسبی به سعید مرتضوی درجه دکتری هم داد. این طور پرونده را جمع کردند.
خیر این موضوع صحت ندارد و شایان ذکر است که فرزند ایشان در دانشگاه های دولتی تحصیل کرده واتهامات وارد شده در دادگاه های مختلف مطرح و عدم صحت آن به اثبات رسیده است

## تالیفات
- ارزیابی و نقد نظام‌های اقتصادی
- از غبار تا باران
- اشراق شهادت
- اصول و مبانی مدیریت
- اقتصاد
- مدیریت و سازماندهی
- آفرینش
- اقتصاد نقد تاریخی و طبقاتی مارکسیسم